# Marcel Noppeney
August Robert Marcel Noppeney (Luxemburg-Stad, 24 april 1877 – aldaar, 5 april 1966) was een Luxemburgs auteur. Hij werd beschouwd als vertegenwoordiger en bemiddelaar van de Franse cultuur in Luxemburg en zette hij zich in voor een Franstalig en francofiel groothertogdom.

## Leven en werk
Marcel Noppeney werd geboren uit Frans-Luxemburgse ouders, als een zoon van notaris Edmond Noppeney en Maria Magdalena Lassence. Hij bezocht het Athénée de Luxembourg, het Lycée classique d'Echternach en Lycée classique de Diekirch en studeerde rechten in Nancy, Genève en aan de Sorbonne in Parijs. Na zijn studie woonde hij afwisselend in Parijs en Luxemburg. Hij was, samen met Frantz Clément en Eugène Forman, in 1907 medeoprichter van het literaire tijdschrift Floréal, waarin hij gedichten, recensies en kronieken publiceerde. In 1912 volgde hij Nicolas Liez op als redacteur van de Franstalige krant L'Indépendance luxembourgeoise. Noppeny publiceerde in diverse tijdschriften en schreef brochures over de kunst en cultuur van Luxemburg.
Tijdens de Eerste Wereldoorlog richtte Noppeney het Comité de Secours luxembourgeois aux Français et Belges victimes de la guerre op, dat Franse en Belgische oorlogsslachtoffers steunde. Bijna 400 soldaten die als krijgsgevangenen waren ontsnapt, waren ondergedoken in Luxemburg. Noppeney verborg valse papieren voor hen en mevrouw Mayrisch nam ze in dienst bij het staalconcern ARBED. Noppeney werd in juni 1915 gearresteerd en vervolgens in drie processen ter dood veroordeeld. Groothertogin Marie Adelheid pleitte voor hem bij de Duitse keizer Wilhelm II, waardoor hij niet werd geëxecuteerd, maar levenslang kreeg. In november 1918 werd hij echter vanuit de gevangenis in Diez bevrijd. In 1919 ontving hij tijdens een receptie in de Cercle municipal uit handen van Ferdinand Foch, maarschalk van Frankrijk, het ridderkruis van het Legioen van Eer.
Na de oorlog zette Noppeney zich in voor een economische band met Frankrijk. Hij werd rechter bij het arbitragehof van de Volkenbond in Parijs en deed 600 keer uitspraak. In 1934 was hij medeoprichter van de Société des écrivains luxembourgeois de langue française (SELF) en in 1935 van het Victor Hugo Comité, dat mede verantwoordelijk was voor de oprichting van het Victor Hugomuseum. In 1935 kocht Noppeney het kasteel van Bofferdange van de erfgenamen van Théodore Pescatore-de Villegas. In de aanloop naar de Tweede Wereldoorlog was Noppeney voorzitter van l’Oeuvre luxembourgeoise d’Assistance aux Femmes et Enfants des mobilisés français en Luxembourg. In mei 1940 werd hij gearresteerd, maar na twee maanden vrijgelaten. Vanwege zijn anti-Duitse houding werd hij in maart 1941 opnieuw gearresteerd en werden zijn bezittingen geconfisqueerd. Na twee maanden gevangenisstraf werd hij naar het concentratiekamp Dachau afgevoerd. Met hulp van anderen wist hij de oorlog te overleven. Na de bevrijding keerde hij terug naar zijn geplunderd kasteel, waar de meeste van zijn verzamelingen, boeken en manuscripten waren verbrand. In 1948 trouwde Noppeney met Mado Pescatore-de Villegas.
Noppeney bekleedde tijdens zijn leven meerdere nevenfuncties, hij was onder meer voorzitter van de Société des Ecrivains luxembourgeois de langue française, bij het Institut grand-ducal was hij medeoprichter en president van de Section des Lettres françaises, erevoorzitter van de Classe des Arts et des Lettres en corresponderend lid van de sectie archeologie en geschiedenis. Na de Tweede Wereldoorlog werd hij bevorderd tot commandeur in het Legioen van Eer, en ontving verzetsmedailles vanuit Luxemburg, Frankrijk en België en een aantal hoge onderscheidingen.
Marcel Noppeney overleed kort voor zijn 89e verjaardag, hij werd begraven op de Cimetière Notre-Dame. Op zijn graf is een bronzen reliëfportret aangebracht van de hand van de beeldhouwster Nina Grach-Jascinsky. Het cultuurcentrum in Oberkorn (Centre Marcel Noppeney) en twee straten in Bofferdange (Rue Noppeney) en Luxemburg-Stad (Rue Marcel Noppeney) werden naar hem vernoemd.

## Werken

### Gedichten
- 1903: Danse macabre
- 1907: Le Prince Avril
- 1910: De Myrrhe, d'Encens et d'Or
- 1920: Poèmes de la Guerre et du Bagne
- 1949: Signes sur le Sable
- 1950: Stylogrammes

### Proza
- 1932: Fresez, paysagiste et son Epoque. Luxemburg: Linden et Hansen
- 1932: Des Lions de Rémont aux Lions de Trémont. Histoire d'un Hôtel de Ville, Joseph Beffort
- 1933: L'Oeuvre multiple de Nicolas Liez. Luxemburg: Linden et Hansen
- 1934: Luxembourg 1830: La Révolution belge et la presse luxembourgeoise, Beffort
- 1934: A Luxembourg autrefois. 3 volumes, 1934-1958, Éditions SELF
- 1939: En Luxembourg aujourd'hui. Éditions SELF
- 1950: Les dix Plaies de la Route. Éditions SELF
- 1953: Contre eux, Éditions du Rappel, 1953-1955
- 1955: Les Considérations du Baron Piç. Éditions SELF
- 1957: France-Luxembourg

## Enkele onderscheidingen
- Ridder (1919) en commandeur (1947) van het Legioen van Eer
- Commandeur in de Orde van de Eikenkroon (1950)
- Commandeur in de Orde van Kunst en Letteren (1962)[6]
- Commandeur in de Orde van Adolf van Nassau

- Bibliothèque nationale de France: cb137729811 (data)
- Gemeinsame Normdatei: 126660328
- International Standard Name Identifier: 0000 0000 5850 8262
- Nationale Bibliotheek van Tsjechië: xx0005526
- Nederlandse Thesaurus van Auteursnamen: 197803768
- Système universitaire de documentation: 226969908
- Virtual International Authority File: 85338067
- WorldCat: E39PBJdgW6k7py4cxwcJV6mWXd